# Norodom Yukanthor
Norodom Yukanthor (ur. 1858, zm. 1934) – kambodżański książę, polityk.
Był najstarszym synem króla Norodoma. Sceptyczny wobec francuskiej obecności w Kambodży, podczas podróży zagranicznych publikował budzące ostre kontrowersje artykuły prasowe na ten temat. Uniemożliwiono mu wstąpienie na tron po śmierci ojca. Zmarł na emigracji.